# Rhadinophanes monticola
Rhadinophanes monticola — вид змій родини полозових (Colubridae). Ендемік Мексики. Це єдиний представник монотипового роду Rhadinophanes.

## Поширення й екологія
Rhadinophanes monticola відомі з типової місцевості, що лежить в околицях Пуерто-де-Галло в горах Південної Сьєрра-Мадре в штаті Герреро, на висоті 2750 м над рівнем моря. Вони живуть у ялинових лісах.